# Marcin Budziński (cyclisme)
Marcin Budziński (né le 24 avril 1998) est un coureur cycliste polonais. Son frère jumeau Tomasz est également coureur  cycliste. 

## Biographie
Marcin Budziński commence sa carrière par le VTT et le cyclo-cross. Il se consacre au cyclisme sur route à partir de 2019 en rejoignant l'équipe continentale Hurom. Sous ses nouvelles couleurs, il termine septième du Tour de Serbie. 
En 2020, il se classe deuxième d'une étape du Tour of Malopolska. Il intègre ensuite la formation Mazowsze Serce Polski en 2021, avec son frère Tomasz,. En juillet 2022, il est sélectionné en équipe nationale pour participer au Tour de Pologne.

## Palmarès sur route

### Par année
- 2020
  - Mémorial Henryk Łasak
- 2022
  - 1re étape de Belgrade-Banja Luka (contre-la-montre par équipes)
- 2023
  - 3e étape du Tour de Taiyuan
  - 2e du Tour of Malopolska
  - 3e du Tour de Taiyuan
- 2024
  - Grand Prix Slovenian Istria
  - GP Brda-Collio
  - Tour de Mersin
  - Okolo Jižních Čech : 
    - Classement général
    - 3e étape

  - 2e de la Silesian Classic
  - 2e du Tour du lac Taihu
- 2025
  - Grand Prix international de Rhodes
  - 1re étape du Tour international de Rhodes
  - GP Brda-Collio
  - Silesian Beskid Race
  - 3e du Grand Prix Vorarlberg

### Classements mondiaux
| Année                                 | 2019  | 2020  | 2021  | 2022 | 2023 | 2024 |
| ------------------------------------- | ----- | ----- | ----- | ---- | ---- | ---- |
| Classement mondial                    | 2533e | 2000e | 1422e | 898e | 387e | 193e |
| UCI Europe Tour                       | 1604e | 1460e | 1012e | 659e | nc   | nc   |
|                                       |       |       |       |      |      |      |
| Légende : nc = non classéSource : UCI |       |       |       |      |      |      |

## Palmarès en VTT

### Championnats nationaux
- 2018
  - 2e du championnat de Pologne de cross-country eliminator espoirs